# Piezophyllus
Piezophyllus là một chi bọ cánh cứng trong họ 
Elateridae.
Chi này được miêu tả khoa học năm 1842 bởi Hope.

## Các loài
Các loài trong chi này gồm:
- Piezophyllus benitensis Fleutiaux, 1902
- Piezophyllus borneensis Fleutiaux
- Piezophyllus lavaudeni Fleutiaux, 1932
- Piezophyllus macrocerus (Laporte, 1838)
- Piezophyllus robustus (Hope, 1842)
- Piezophyllus spencei Hope, 1842